# Escrime aux Jeux européens de 2015
Navigation
Édition suivante
L'escrime aux Jeux européens de 2015 a lieu au Crystal Hall 2, à Bakou, en Azerbaïdjan, du 23 au 27 juin 2015. 12 épreuves sont au programme.

## Qualifications
Au total 300 tireurs sont attendus au total sur les douze épreuves. Les quotas sont attribués sur la base des classements de la FIE au 30 novembre 2014. En décembre 2014, un tournoi de qualification a lieu pour attribuer les quotas pour l'universalité.
Sont qualifiés pour les épreuves par équipes :
- Le pays hôte (Azerbaïdjan), s'il dépose une option. c'est le cas pour toutes les armes sauf le fleuret
- Les cinq (ou six, sans option de la part de l'Azerbaïdjan) meilleurs pays du classement FIE.

Sont qualifiés pour les épreuves en individuel :
- Vingt-quatre tireurs membres des équipes qualifiées, soit quatre tireurs par équipe
- Les huit meilleurs tireurs du classement FIE (un seul tireur par nation, hors nations déjà représentées par équipes)
- Quatre tireurs issus du tournoi de qualification (un seul tireur par nation, hors nations déjà représentées)

Ce type de qualification ne garantit pas la présence des meilleurs tireurs européens. En effet la composition des équipes est laissée au libre choix des fédérations nationales. Ainsi les grandes nations de l'escrime comme la Russie, l'Allemagne, l'Italie, la France ou la Hongrie n'envoient pas aux Jeux européens leurs meilleurs tireurs. Ils viennent de tirer les championnats d'Europe et sont préservés pour les championnats du monde à venir dès la mi-juillet. Ces nations envoient donc de jeunes tireurs en devenir souvent accompagnés de tireurs d'expérience mais non qualifiés pour les mondiaux pour les encadrer dans l'épreuve par équipe.
La répartition des tireurs par épreuve se fait comme suit : 
| Épreuves masculines | Participants              | Épreuves féminines | participantes             |
| ------------------- | ------------------------- | ------------------ | ------------------------- |
| Toutes armes        | 36                        | Toutes armes       | 36                        |
| Toutes armes        | 24 soit 6 équipes maximum | Toutes armes       | 24 soit 6 équipes maximum |

## Programme
| CO | Cérémonie d'ouverture | T | Entrainements | ● | Compétitions | 1 | Finales | CC | Cérémonie de clôture |

| Juin    | Juin    | 12 | 13 | 14 | 15 | 16 | 17 | 18 | 19 | 20 | 21 | 22 | 23 | 24 | 25 | 26 | 27 | 28 | Épreuves |
| ------- | ------- | -- | -- | -- | -- | -- | -- | -- | -- | -- | -- | -- | -- | -- | -- | -- | -- | -- | -------- |
| Escrime | Escrime | CO |    |    |    |    |    |    |    |    |    |    | 2  | 2  | 2  | 3  | 3  | CC | 12       |

## Médaillés

### Hommes
| Épée individuelle   | Ivan Trevejo                                                                        | Sergey Khodos                                                                     | Daniel Jérent Bartosz Piasecki                                                  |  |  |  |
| Épée par équipes    | France- Ivan Trevejo - Daniel Jérent - Yannick Borel - Ronan Gustin                 | Russie- Sergey Khodos - Sergey Bida - Anton Glebko - Dmitriy Gusev                | Italie- Marco Fichera - Andrea Santarelli - Gabriele Cimini - Gabriele Bino     |  |  |  |
|                     |                                                                                     |                                                                                   |                                                                                 |  |  |  |
| Fleuret individuel  | Alessio Foconi                                                                      | Timur Arslanov                                                                    | Francesco Ingargiola Jean-Paul Tony-Helissey                                    |  |  |  |
| Fleuret par équipes | Royaume-Uni- Richard Kruse - Marcus Mepstead - Alex Tofalides - Benjamin Peggs      | Italie- Alessio Foconi - Lorenzo Nista - Francesco Ingargiola - Damiano Rosatelli | Russie- Timur Safin - Dmitry Zherebchenko - Timur Arslanov - Aleksey Khovanskiy |  |  |  |
|                     |                                                                                     |                                                                                   |                                                                                 |  |  |  |
| Sabre individuel    | Andriy Yahodka                                                                      | Tiberiu Dolniceanu                                                                | Alberto Pellegrini Luigi Miracco                                                |  |  |  |
| Sabre par équipes   | Italie- Massimiliano Murolo - Luigi Miracco - Alberto Pellegrini - Giovanni Repetti | Roumanie- Tiberiu Dolniceanu - Iulian Teodosiu - Alin Badea - Mădălin Bucur       | Allemagne- Richard Hübers - Maximilian Kindler - Björn Hübner - Robin Schrödter |  |  |  |

### Femmes
| Épée individuelle   | Ana Maria Brânză                                                                  | Yana Zvereva                                                                    | Erika Kirpu Simona Gherman                                                    |  |  |  |
| Épée par équipes    | Roumanie- Ana Maria Brânză - Simona Gherman - Simona Pop - Amalia Tătăran         | Estonie- Erika Kirpu - Irina Embrich - Katrina Lehis - Julia Beljajeva          | Italie- Brenda Briasco - Giulia Rizzi - Alberta Santuccio                     |  |  |  |
|                     |                                                                                   |                                                                                 |                                                                               |  |  |  |
| Fleuret individuel  | Alice Volpi                                                                       | Yana Alborova                                                                   | Adelina Zagidullina Valentina Cipriani                                        |  |  |  |
| Fleuret par équipes | Russie- Adelina Zagidullina - Diana Yakovleva - Anastasia Ivanova - Yana Alborova | France- Jéromine Mpah-Njanga - Chloë Jubenot - Julie Huin - Gaëlle Gebet        | Italie- Alice Volpi - Valentina Cipriani - Carolina Erba - Chiara Cini        |  |  |  |
|                     |                                                                                   |                                                                                 |                                                                               |  |  |  |
| Sabre individuel    | Angelika Wątor                                                                    | Sevil Bunyatova                                                                 | Margaux Rifkiss Sevinc Bunyatova                                              |  |  |  |
| Sabre par équipes   | Ukraine- Olha Kharlan - Alina Komachtchouk - Olena Kravatska - Olha Zhovnir       | Italie- Sofia Ciaraglia - Caterina Navarria - Martina Criscio - Rebecca Gargano | Russie- Viktoriya Kovaleva - Mariya Ridel - Tatiana Sukhova - Yana Obvintseva |  |  |  |

## Tableau des médailles
- Pays organisateur (Azerbaïdjan)

| Rang  | Nation      | Or | Argent | Bronze | Total |
| ----- | ----------- | -- | ------ | ------ | ----- |
| 1     | Italie      | 3  | 2      | 7      | 12    |
| 2     | Roumanie    | 2  | 2      | 1      | 5     |
| 3     | France      | 2  | 1      | 3      | 6     |
| 4     | Ukraine     | 2  | 0      | 0      | 2     |
| 5     | Russie      | 1  | 5      | 3      | 9     |
| 6     | Royaume-Uni | 1  | 0      | 0      | 1     |
| 6     | Pologne     | 1  | 0      | 0      | 1     |
| 8     | Azerbaïdjan | 0  | 1      | 1      | 2     |
| 8     | Estonie     | 0  | 1      | 1      | 2     |
| 10    | Norvège     | 0  | 0      | 1      | 1     |
| 10    | Allemagne   | 0  | 0      | 1      | 1     |
| Total | Total       | 12 | 12     | 18     | 42    |